# Kloake (Biologie)

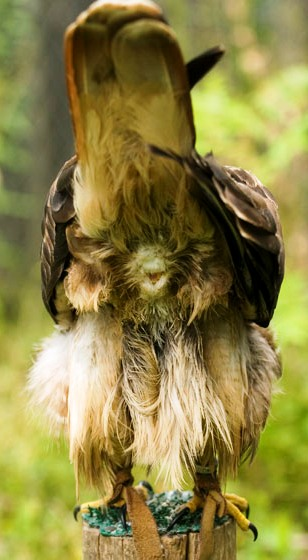
Sichtbare Kloake des Rotschwanzbussards

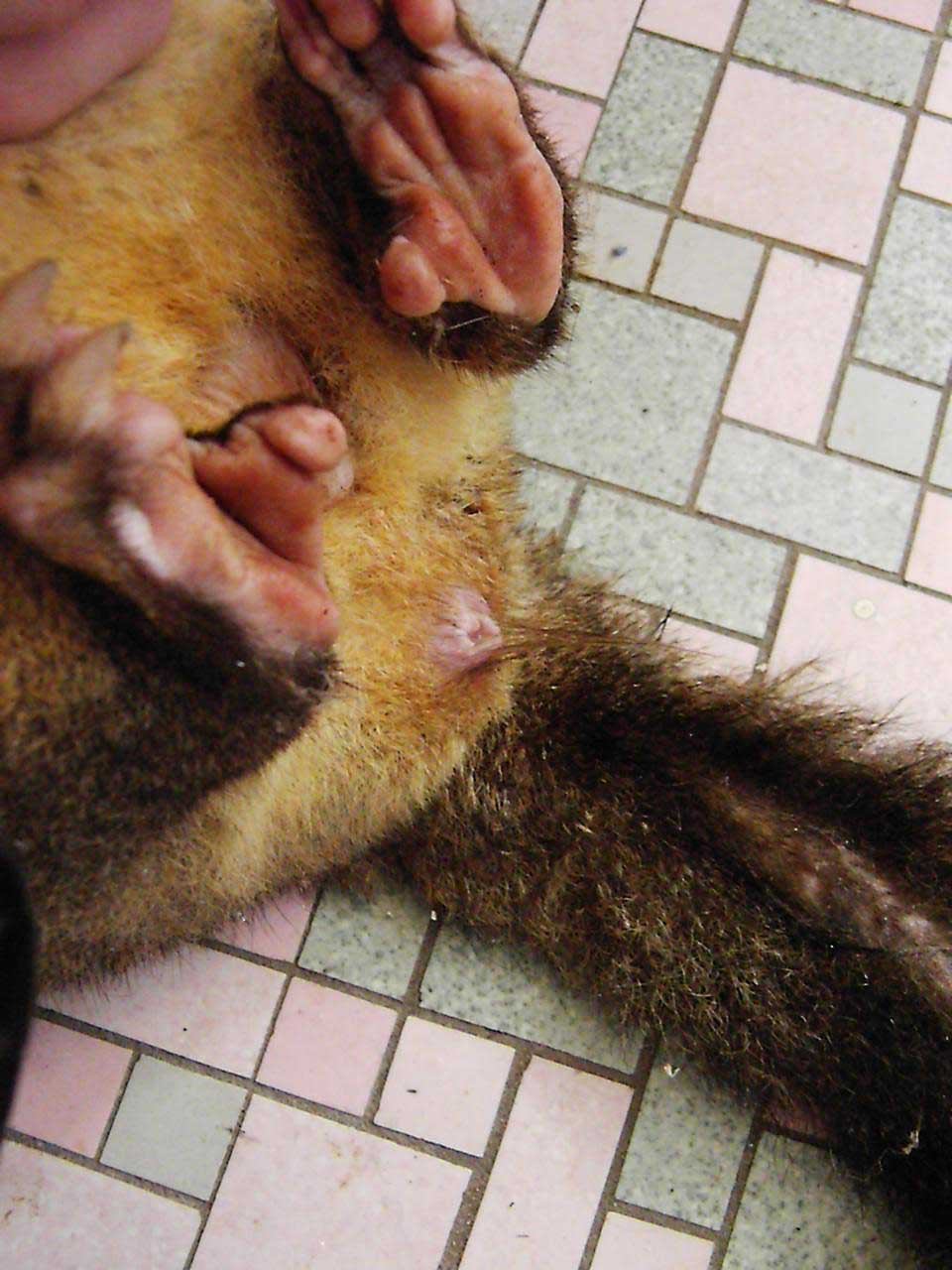
Kloake beim Fuchskusu (Beuteltier)

Die Kloake (lat. cloaca ‚Abzugskanal‘) ist ein bei vielen Lebewesen vorhandener gemeinsamer Körperausgang für die Verdauungs-, Geschlechts- und Exkretionsorgane. Es handelt sich um einen Abschnitt des Enddarms, in den die Ausführgänge der Geschlechtsorgane (Gonodukte) und die Harnleiter münden, deren Produkte (Spermien und Eizellen) und Exkrete wie die Exkremente über den After abgegeben werden.
Eine Kloake ist ursprünglich bei allen Wirbeltieren vorhanden, wurde jedoch bei allen Echten Knochenfischen (Teleostei), den Seekatzen, einigen Kieferlosen und den Höheren Säugetieren durch getrennte Ausführöffnungen ersetzt. Zudem existiert eine Kloake auch bei einigen anderen Tiergruppen wie zum Beispiel den Rädertierchen und männlichen Fadenwürmern.

## Kloake bei wirbellosen Tieren
Bei den meisten Tiergruppen der Wirbellosen münden der Darm und die Ausführgänge der Geschlechts- und Exkretionsorgane über getrennte Körperöffnungen nach außen.
Bei einigen Tiergruppen kam es jedoch unabhängig voneinander (analog) zur Entwicklung eines gemeinsamen Ausführgangs, der als Kloake bezeichnet wird. Zu den Tiergruppen mit einer Kloake, in die sowohl Darm als auch die Harnblase und die Geschlechtsorgane münden, gehören die Rädertierchen (Rotifera). Bei den Männchen der Fadenwürmer (Nematoda) münden die Samenleiter in den Darm, der dadurch ebenfalls eine Kloake bildet. Bei Seewalzen münden in den letzten Darmabschnitt zudem die Wasserlungen und bei einigen Arten zudem die Cuvierschen Schläuche.

## Kloake bei Wirbeltieren
Bei den Wirbeltieren ist eine Kloake Bestandteil des Grundmusters, sie wurde jedoch bei einzelnen Taxa wie den Echten Knochenfischen (Teleostei), den Seekatzen, einigen Kieferlosen und den Höheren Säugetieren reduziert und durch getrennte Ausführgänge ersetzt. Dabei enden die Harnwege in das aus dem Entoderm gebildete Urodeum, das durch eine Ringfalte vom Coprodaeum getrennt ist.

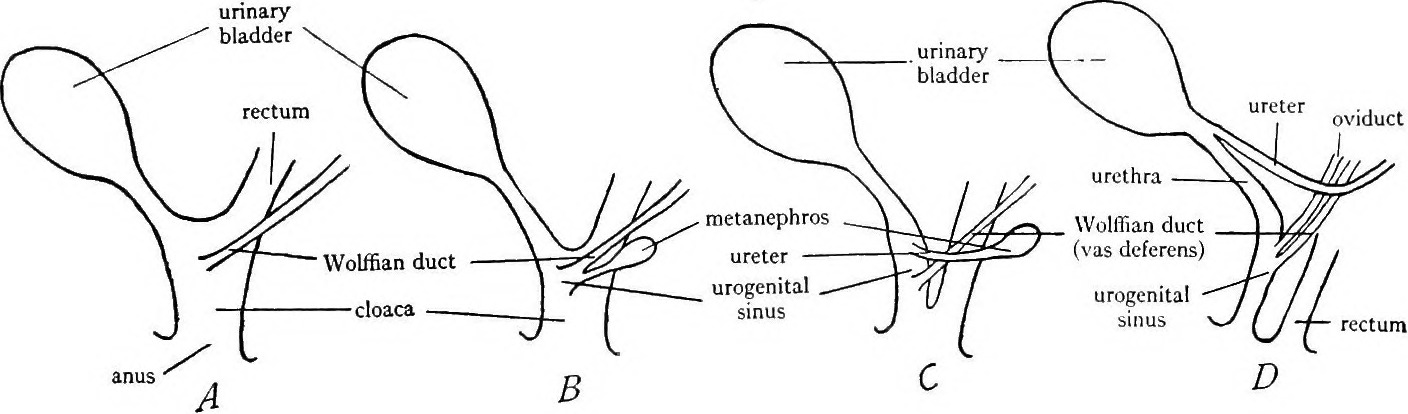
Die Kloake in der Wirbeltierentwicklung. A: frühes embryonales Stadium, zeigt die Kloake, die den Inhalt der Harnblase, des Rektums aufnimmt und Anschluss an den Wolffschen Gang findet. Diese Verhältnisse finden sich bei niederen Vertebraten B: späteres Stadium, zeigt den Beginn der Differenzierung in eine ventralen Sinus urogenitalis, der den Inhalt der Harnblase und des Wolffschen Ganges aufnimmt und den dorsalen Teil, das das Rektum abbildet. C: im weiteren Verlauf, differenziert sich die Kloake, der Sinus urogentalis und das Rektum; der Ureter trennt sich vom Wolffschen Gang. D: Komplette Differenzierung.

### Kloake bei Vögeln
Wie bei den Amphibien und Reptilien ist auch bei den Vögeln eine Kloake vorhanden. Als Kopulationsorgan wird beim männlichen Vogel ein Penis im Kloakenbereich ausgebildet, der bei wenigen Gruppen wie den Lauf- und Gänsevögeln ausstülpbar ist, während bei den meisten anderen Arten ein nichtausstülpbarer Penis in Form kleiner erigierbarer Höckerchen und Falten in der Kloake ausgebildet ist. Die Erektion erfolgt nicht über Blutfüllung, sondern über Lymphe, die von einer gefäßreichen Bildung in der Kloakenwand (Lymphobulbus phalli) produziert wird.

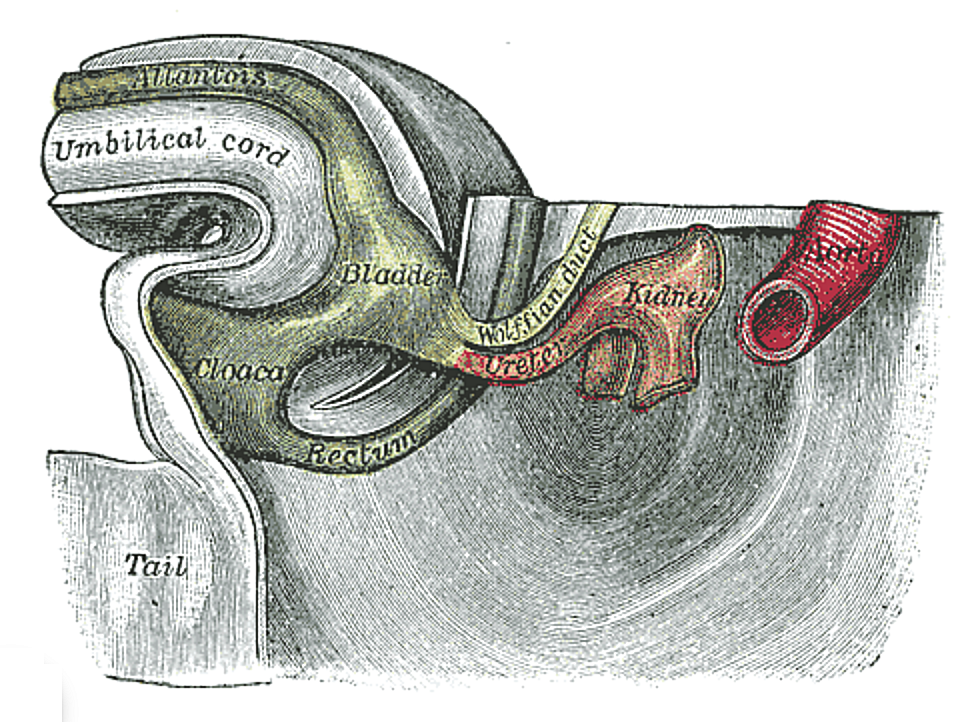
Embryonale Kloake eines menschlichen Embryos im Alter von etwa 22 bis 33 Tagen. In die mittig sichtbare Kloake (entodermal, grün) münden Darm und Urogenitalsystem.

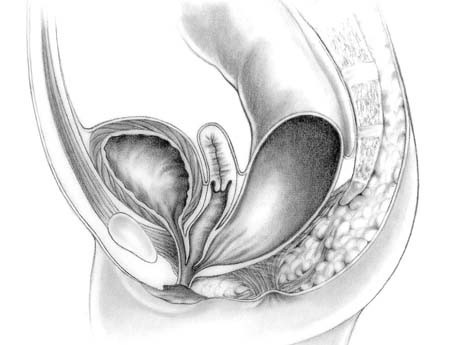
Persistierende Kloake beim Menschen (weibliche Genitalien)

### Kloake bei Säugetieren
Bei den Kloakentieren (Monotremata), den einzigen eierlegenden Säugetieren, stellt die Kloake ein ursprüngliches Merkmal dar, das sie von den Theria unterscheidet und ihnen ihren wissenschaftlichen Namen gegeben hat. Bei ihnen ist jedoch das dorsale Coprodaeum mit dem Darmausgang von dem ventralen Urodaeum mit den Ausmündungen der Harn- und Geschlechtswege ebenfalls durch eine Falte getrennt.
Bei den höheren Säugetieren wird eine Kloake nur embryonal angelegt, im weiteren Verlauf der Entwicklung bilden sich getrennte Körperöffnungen für den Darm sowie für den Urogenitaltrakt. Die durch die äußere Kloakenmembran verschlossene Kloake wird dabei als gemeinsamer Ursprung der Harnblase und des Rektums in der vierten bis siebten Entwicklungswoche (beim Menschen) durch Ausbildung einer Trennwand (Septum urorectale, dem späteren Damm bzw. Perineum) in einen vorderen und einen hinteren Teil unterteilt. Der vordere Teil heißt nun Sinus urogenitalis und wird von der Urogenitalmembran verdeckt, er umfasst die Ausführgänge der Gonaden und der Harnwege. In seltenen Fällen kann diese Trennung ausbleiben, wodurch eine Kloake auch beim Menschen pathologisch vorhanden sein kann (persistierende Kloake).
Einzelne Säugetierarten wie beispielsweise die Pfeifhasen, der Biber und einige Tenreks haben aus zuvor getrennt vorhandenen Körperöffnungen erneut eine sekundäre Kloake entwickelt, bei denen sich die Ausführgänge knapp unterhalb der Körperoberfläche verbinden und durch einen gemeinsamen Schließmuskel ausgeführt werden.

### Kloakenatmung
Einige Schildkröten können über die Analblase, ein Organ des Kloakensystems, unter Wasser atmen.